# 久保田紗友
久保田 紗友（くぼた さゆ、2000年1月18日 - ）は、日本の女優。北海道札幌市出身。ソニー・ミュージックアーティスツ（2024年まで）を経てEDEN所属。劇団ハーベストの元メンバー。

## 来歴
小学4年生の時、地元の芸能事務所・キャスティングオフィスエッグに所属し、同事務所の劇団「フルーツバスケット」の舞台やCMなどに出演。
2012年、ソニー・ミュージックアーティスツ主催の女優発掘オーディション「アクトレース」から選抜されたグループ「劇団ハーベスト」に参加。
2013年2月、BS-TBSのドラマ『神様のイタズラ』の主演に抜擢され、同作品の主題歌も担当する。
2017年7月15日公開の『ハローグッバイ』で、長編映画初主演。
2018年4月、第13回公演『明日の君とシャララララ』をもって劇団ハーベストを退団。
2020年1月、20歳を記念した初めての写真集『1st写真集 久保田紗友』（双葉社）を発売。2月には都内にて発売記念イベントを行った。
2025年1月1日、前年の2024年末を以ってソニー・ミュージックアーティスツとの専属契約を終了（退所）し、共に同年末を以って同事務所を退所した橋本愛とともにEDEN所属となることを自身のX（旧Twitter）にて明らかにした。

## 人物
- 趣味はDVD&音楽鑑賞。特技はダンス、料理、ものまね[12]。
- 性格は「ポジティブで、マイペース」。落ち込んだ時はカラオケで好きな歌を歌うなどして、「翌日までは引きずらない」と決めているという[13]。
- 小さい頃に視ていたテレビドラマ『美少女戦士セーラームーン』に出演していた北川景子に憧れ、女優を志すようになる。なお、北川は今でも自身の目標であるという[14]。
- 劇団ハーベストに入る前は、ダンスも演技も歌も好きで、どれが1番かは自分でもまだ分からなかったが、東京でレッスンを受け、いろんな役を演じるうちに女優になる気持ちが固まったという[15]。
- 将来的には、「他の人にない雰囲気があって、自分に近い役から人間とは思えないような役までできる、振れ幅が大きい女優になりたい」という[13][16]。また、海外の映画に出たいという夢も持っている[17]。
- 2015年春に上京をし、本格的に活動を開始した[7]。
- 宝物は2016年の正月に買ったミラーレス一眼カメラ[16][18]。何でもない日常がレンズを通すと違った世界に見えるところが好きだという[17]。
- 交流の深い芸能人には、唐田えりか[19]、横田真悠などがいる[20]。

## 出演

### テレビドラマ
- 桃山おにぎり店（2008年10月6日 - 17日、札幌テレビ）
- 十万分の一の偶然（2012年12月15日、テレビ朝日） - 山内明子（少女期） 役
- 神様のイタズラ（2013年2月4日 - 25日、BS-TBS） - 主演・大沢サヤカ 役[21][22]
- 三人のクボタサユ（2013年11月18日、NHK札幌） - 主演・クボタサユ 役[23]
- びったれ!!! 第8話（2015年3月4日、テレビ神奈川他） - 平泉早織 役
- 被爆70年特集ドラマ・赤レンガ（2015年9月11日、NHK広島放送局） - 月子（少女期） 役
- 女性作家ミステリーズ 美しき三つの嘘 第一話「ムーンストーン」（2016年1月4日、フジテレビ） - 高坂小百合 役[24]
- インディゴの恋人（2016年1月27日、NHK BSプレミアム） - 園田藍 役[25]
- 喧騒の街、静かな海（2016年7月18日、NHK大阪） - クロ 役[26][27]
- 模倣犯（2016年9月21日 - 9月22日、テレビ東京） - 樋口めぐみ 役[28]
- 運命に、似た恋（2016年9月23日 - 11月11日、NHK総合） - カメ子 役[29]
- 世にも奇妙な物語 '16秋の特別編「ずっとトモダチ」（2016年10月8日、フジテレビ） - 香織 役[30]
- メディカルチーム レディ・ダ・ヴィンチの診断 第3話（2016年10月25日、関西テレビ） - 長瀬理恵 役[31]
- べっぴんさん（2017年1月12日 - 4月1日、NHK） - 山本（河合）五月 役[32][33]
  - スピンオフドラマ『忘れられない忘れ物　～ヨーソローの一日～』（2017年5月6日、NHK）[34]
- 4号警備（2017年4月8日 - 5月20日、NHK総合） - 松下楓 役[35]
- 過保護のカホコ（2017年7月12日 - 9月13日、日本テレビ） - 富田糸 役[36][37]
  - 過保護のカホコ2018～ラブ＆ドリーム （2018年9月19日、日本テレビ）[38]
- この世界の片隅に（2018年7月15日 - 9月16日、TBS） - 浦野すみ 役[39][40]
- リーガルV〜元弁護士・小鳥遊翔子〜 第8話・最終話（2018年12月6日・13日、テレビ朝日） - 守屋未久 役[41]
- おしい刑事（2019年5月12日、NHK BSプレミアム） - イ・メイファ 役[42]
- デジタル・タトゥー（2019年5月18日 - 6月15日、NHK総合） - 奥寺ミサ 役[43]
- 左ききのエレン（2019年10月21日 - 12月23日、MBS） - 園宮千晶 役[44]
- 同期のサクラ 第4話（2019年10月30日、日本テレビ） - チェロを背負った女性 役[45]
- 鈍色の箱の中で（2020年2月8日 - 3月15日、テレビ朝日） - 主演・桜井美羽 役[46]
- M 愛すべき人がいて（2020年4月18日 - 7月4日、テレビ朝日） - 玉木理沙 役[47]
- スポットライト 第1話（2020年7月7日、TOKYO MX） - かえで 役
- アンサング・シンデレラ病院薬剤師の処方箋 第4話・第5話（2020年8月6日・13日、フジテレビ） - 辰川樹里 役
- 未解決の女 season2 第4話（2020年8月27日、テレビ朝日） - 佐田彩子 役[48]
- 先生を消す方程式。（2020年10月31日 - 12月19日、テレビ朝日） - 長井弓 役[49]
- コールドケース 〜真実の扉〜 第3シーズン第6話（2021年1月、WOWOW） - 牧村美里（青年期）役[50]
- オー!マイ・ボス!恋は別冊で（2021年1月12日 - 3月16日、TBS） - 和泉遥 役[51]
- ホリミヤ（2021年2月17日 - 3月31日、MBS） - 主演・堀京子 役（鈴鹿央士とダブル主演）[52]
- 武士スタント逢坂くん!（2021年7月27日（26日深夜） - 9月28日（27日深夜）、日本テレビ） - 丹内あたり 役
- わげもん〜長崎通訳異聞〜（2022年1月8日 - 1月29日、NHK総合） - トリ 役[53]
- 寂しい丘で狩りをする（2022年4月23日 - 6月11日、テレビ東京[注 1]） - 野添敦子 役[54]
- 雪女と蟹を食う（2022年7月8日 - 9月23日、テレビ東京） - マリア 役
- トモダチゲームR4（2022年7月23日 - 9月10日、テレビ朝日） - 沢良宜志法 役[55]
- 僕の姉ちゃん（2022年7月28日 - 9月29日、テレビ東京[注 2]） - 真田美穂子 役
- 内田康夫サスペンス 浅見光彦 源氏物語殺人事件（2022年12月12日、テレビ東京） - 曾宮一恵 役[56]
- やっぱそれ、よくないと思う。（2023年1月6日、テレビ朝日） - 園木佳奈 役[57]
- ハマる男に蹴りたい女（2023年1月14日 - 3月18日、テレビ朝日） - 増田すず 役[58]
- 弁当屋さんのおもてなし（2023年2月25日 - 3月18日、北海道テレビ） - 小鹿千春 役[59]
  - 弁当屋さんのおもてなし シーズン2（2024年1月13日 - 2月3日、北海道テレビ）[60]
- フェルマーの料理（2023年10月20日 - 12月22日、TBS） - 武蔵神楽 役[61]
- 私をもらって 〜追憶編〜（2024年7月6日 - 8月31日、日本テレビ） - 主演・森川奈津実 役（前田公輝とダブル主演）[62]
  - 私をもらって 〜恋路編〜（2024年11月30日 - 2025年2月1日、日本テレビ）[63]
- 離婚後夜（2024年10月14日 - 12月16日、朝日放送テレビ・テレビ朝日系） - ヒロイン・金織香帆 役[64]
- 大河ドラマ べらぼう〜蔦重栄華乃夢噺〜（2025年1月5日 - 、NHK） - 松の井 役[65]
- 私は整形美人（2025年1月17日 - 2月14日、フジテレビ） - 榎本穂波 役[66]
- 家政夫のミタゾノ 第7シーズン 第6話（2025年2月18日、テレビ朝日） - 麗楽 役[67][68]

### 映画
- Merry Bell♪（2011年）[注 3]
- 僕は友達が少ない（2014年2月1日、東映） - 羽瀬川小鳩 役[69]
- しまじろうとくじらのうた（2014年3月14日、東宝映像事業部） - 海の妖精 役[70]
- アゲイン 28年目の甲子園（2015年1月17日、東映） - 高橋ユキ 役[71]
- 先生と迷い猫（2015年10月10日、クロックワークス） - 川嶋さぎり 役[12]
- 鬼談百景『尾けてくる』（2016年1月23日、「鬼談百景」製作委員会）[72]
- 疾風ロンド（2016年11月26日、東映） - 山崎育美 役[73]
- ハローグッバイ（2017年7月15日、アンプラグド） - 主演・今村葵 役（萩原みのりとダブル主演）[10][74]
- もぎりさん 第6話（2018年12月1日 - 12月31日）[75]
- その瞬間、僕は泣きたくなった-CINEMA FIGHTERS project-「魔女に焦がれて」（CINEMA FIGHTERS PROJECT第3弾、2019年5月29日）[76][77]
- サヨナラまでの30分（2020年1月24日、アスミック・エース） - ヒロイン・村瀬カナ 役[78][79]
- ホリミヤ（2021年2月5日、マイシアターD.D.） - 主演・堀京子 役（鈴鹿央士とダブル主演）[52]
- モルエラニの霧の中（2021年2月6日）[80][81]
  - 第5話【秋の章／科学館のはなし「名前のない小さな木」】 - 主演・久保桃子 役[2][82][83]
  - 第6話【晩秋の章／蒸気機関車のはなし「煙の追憶」】 - 久保桃子 役[83][84]
  - 第7話【初冬の章／樹木医のはなし「冬の虫と夏の草」】 - 久保桃子 役[83][85]
- 藍に響け[注 4]（2021年5月21日、アンプラグド） - 主演・新島マリア 役（紺野彩夏とダブル主演）[87]
- Love Will Tear Us Apart（2023年8月19日、VANDALISM） - 主演・真下わかば 役[88][89]
- 早乙女カナコの場合は（2025年3月14日、日活 / KDDI）[90]
- 見える子ちゃん（2025年初夏公開予定、KADOKAWA） - 百合川ハナ 役[91]
- リライト（2025年6月13日、バンダイナムコフィルムワークス） - 林鈴子 役[92][93]

### ラジオドラマ
- FMシアター （NHK-FM）
  - 「踏切の向こう側」 （2018年5月12日） - 飯田カスミ 役[94]
  - 「姉妹のしまいごと」 （2025年8月2日〈予定〉） - 桜 役[95]
- 「勤労感謝Fes!」 番組内ドラマ （2018年11月23日、TOKYO FM） - 奈々 役[96]

### 舞台
- VAMP SHOW ヴァンプショウ（2022年8月8日 - 28日、PARCO劇場 ほか） - 小田巻香 役[97][98]
- たぶんこれ銀河鉄道の夜（2023年3月17日 - 4月2日、東京・紀伊國屋サザンシアター TAKASHIMAYA / 4月8日 - 9日、愛知・ウインクあいち 大ホール / 4月11日、高知・高知県立県民文化ホール・オレンジホール / 4月15日 - 16日、大阪・サンケイホールブリーゼ） - 美容師・ナオ 役[99]

### その他テレビ番組
- ピンクス〜PINK!SS〜（2013年6月22日 - 、静岡朝日テレビ） - 番組ナビゲーター
- オモクリ監督（2014年11月30日、フジテレビ）[注 5][12]

### 動画配信
- 経済産業省 『元気です北海道応援プロジェクト』 コンセプトムービー 「行こう、最高の北海道へ」（2019年2月 - ）[100][101]
- ショート・プログラム「ゆく春」（2022年3月1日 - 、Amazon Prime Video） - ヒロイン・坂本友見 役[102]
- ホメる男に知りたい女（2023年3月4日 - 18日、TELASA） - 増田すず 役[103]
- 私をもらって 〜出逢編〜（2025年2月〈予定〉 - 、Hulu） - 主演・森川奈津実 役（前田公輝とダブル主演）[63]

### CM
- ソニー「WALKMAN Fシリーズ」（2012年）
- 森永製菓「エンゼルパイ」（2013年）[注 6][104]
- アカツキ『サウザンドメモリーズ』（2014年1月 - ）[105]
- Goose house アルバム『Milk』&『Bitter』プロモーションCM（2015年2月 - ）[106]
- 西川産業 「& Free」（2015年）[12]
- NTTドコモ「iPhone・iPad」（2015年12月 - ）[107]
- ジョンソン・エンド・ジョンソン「アキュビュー」
  - 「見えるって、アガる！」篇（2016年）[108]
  - 「春をみつめる」篇（2017年）[109]
  - 「春は夕暮れ」篇（2018年）[110]
- アットホーム（2017年12月 - ）[111]
- 伊藤園「お〜いお茶 新緑」（2018年5月 - ）[112]
- ソフトバンク バスケットLIVE「WE LOVE THIS GAME」篇（2018年12月 - ）[113]

### 広告・イメージモデル
- 大日本住友製薬 「すこやかコンパス」ウェブサイト2012イメージモデル（2012年 - 2014年）[114]
- WIREガール（2012年）
- Sony Music Artists「女優の広告」（2013年）[115]
- サマデイ 第11代早稲田塾ガール（2013年 - 2018年）
- P&G ヘアレシピ「和の実」広告ビジュアル イメージモデル（2020年）[116]

### MV
- 住岡梨奈 『flavor』（2014年5月28日）[117]
- サンドクロック 『ROOM』（2016年2月17日）[118]
- カーリングシトーンズ『ソラーレ』（2022年7月20日）

## 書籍

### 写真集
- 『1st写真集 久保田紗友』（2020年1月17日、双葉社、ISBN 978-4-575-31529-5）[11]

### デジタル写真集
- 『PROTO STAR 久保田紗友 vol.1』（2013年1月18日、honto）
- 『PROTO STAR 久保田紗友 vol.2』（2013年7月5日、honto）

### 雑誌
- 装苑（文化出版局）
- PROFESSIONAL TOKYO（ビューティビジネス）